# Ryfabutyna
Ryfabutyna (Rfb) – organiczny związek chemiczny, półsyntetyczny antybiotyk ansamycynowy o działaniu bakteriobójczym. Jest skuteczny wobec bakterii Gram-dodatnich oraz Gram-ujemnych, a także wobec wysoko opornych prątków Mycobacterium tuberculosis.